# Boxing Helena
Boxing Helena (bra Encaixotando Helena) é um filme norte-americano de 1993, dos gêneros mistério, suspense e drama romântico com elementos de terror, dirigido por Jennifer Chambers Lynch, com roteiro dela e de Philippe Caland.
O filme é estrelado por Sherilyn Fenn, Julian Sands e Bill Paxton. A trama segue um cirurgião cuja crescente obsessão por uma mulher o leva a amputar seus membros e mantê-la presa em sua casa depois que ela sofre um acidente de carro.
O filme ganhou notoriedade antes de seu lançamento, após prolongadas batalhas legais com Madonna e Kim Basinger, ambas as quais desistiram do papel principal de Helena. Ele estreou no Festival de Cinema de Sundance em janeiro de 1993, onde recebeu elogios da crítica. Depois de receber uma classificação para maiores de 17 anos (NC-17) da MPAA, o filme recebeu uma classificação mais leve (Restrito) para menores de 17 anos acompanhados e foi lançado nos Estados Unidos em setembro de 1993, mas recebeu uma reação crítica e foi um fracasso financeiro.

## Sinopse
Nick Cavanaugh é um cirurgião brilhante que parece ter tudo — dinheiro, olhares, prestígio — mas tudo o que ele quer é alguém que não pode ter... uma sedutora voluptuosa de coração frio: Helena. Após Nick tentar sem sucesso impressioná-la com sua riqueza, no lado de fora de sua mansão Helena é atingida por um motorista de carro, que foge. O bom doutor salva a vida dela amputando suas pernas e depois aproveita a oportunidade de sua imobilidade para mantê-la prisioneira. Agora, ele tem o controle do corpo da bela Helena... mas e o controle de seu coração?

## Elenco
- Sherilyn Fenn como Helena
- Julian Sands como Dr. Nick Cavanaugh
- Bill Paxton como Ray O'Malley
- Kurtwood Smith como Dr. Alan Palmer
- Art Garfunkel como Dr. Lawrence Augustine
- Betsy Clark como Anne Garrett
- Nicolette Scorsese como Amante da Fantasia/Enfermeira
- Meg Register como Marion Cavanaugh
- Bryan Smith como Russell
- Marla Levine como Patricia
- Kim Lentz como Enfermeira Diane
- Lloyd T. Williams como Sam o Secretário
- Carl Mazzocone Sr. como Pastor
- Erik Shoaff como Tio Charlie
- Lisa Oz como Mulher da loja de flores
- Ted Manson como Carteiro
- Adele K. Schaeffer como mulher na festa no flashback #1
- Amy Levin como mulher na festa no flashback #2
- Matt Berry como Nick Cavanaugh jovem

## Produção
Em 1987, a roteirista estreante Jennifer Chambers Lynch, filha do também roteirista e diretor David Lynch, ficou fascinada com a história de  Philippe Caland para um filme e escreveu o roteiro de Boxing Helena em cerca de seis semanas, aos 19 anos. Ao escrever, Lynch foi inspirada por alguns elementos de sua própria infância, afirmando a Vice que seu nascimento com pés tortos e sua avó possuindo uma réplica de Vênus de Milo influenciaram sua visão sobre os personagens, explicando:

Sempre me impressionou a maneira como as pessoas olhavam para Vênus. Eles não a viam como quebrada, eles a viam como bonita. E isso realmente causou um grande impacto em mim. Achei que estava quebrada e que talvez um dia alguém me achasse bonita. Então, essa ideia de um menino machucado que estava em uma situação obsessiva que tentaria recriar de sua própria visão a única coisa que não o atingiu ou o abandonou foi esta bela mulher sem braços. E, portanto, em um sonho, recrie essa coisa obsessiva em que tiramos um do outro até que tenhamos o tamanho e a forma que pensamos que a outra pessoa deveria ter para nós.

Em 1990, foi anunciado que Madonna iria interpretar a protagonista do filme. Quando as filmagens estavam previstas para começarem em quatro semanas (janeiro de 1991), ela enviou uma mensagem através de sua agência, CAA, dizendo que estava se retirando do projeto. Madonna causou grandes prejuízos por isso, pois segundo o produtor Carl Mazzocone, estava agendada para um encaixe de próteses no dia seguinte e foram perdidos quase 750.000 dólares, mais demissão de cerca de 100 pessoas da equipe.
Após a saída de Madonna, Jennifer Lynch se aproximou de Kim Basinger, que concordou em protagonizar o filme como Helena em fevereiro de 1991. Em 10 de junho de 1991, os produtores foram notificados pela agência de Kim que o acordo estava cancelado. Pouco tempo depois, Ed Harris, que estava desde o início para protagonizar como Nick, cansou da demora e desistiu em novembro para seguir a vida com projetos de teatro. Em seguida, Julian Sands e Sherilyn Fenn foram contratados.
A mansão de Nick está localizada em Atlanta, tem 15.000 pés quadrados (4572 {\displaystyle m^{2}}) e o dono é o advogado Ed Garland.
A produtora Main Line Pictures processou Kim por quebra de contrato, pedindo 8,1 milhões de dólares. Em um novo julgamento, três anos depois, a atriz acertou o pagamento de 3,8 milhões de dólares e chegou perto da falência.

## Trilha sonora
Em 1995, a trilha sonora do filme foi lançada pela Image Entertainment em CD (edição limitada).[carece de fontes?]
A trilha sonora ouvida durante a cena em que Helena toma banho em uma fonte, enquanto uma multidão festeira assiste, foi originalmente composta por Graeme Revell e baseada no "Love Theme", usado esparsamente em outras partes do filme, com vocais de Bobbi Page. A pedido dos produtores, "The Fountain Song", escrita e interpretada por Wendy Levy, substituiu a trilha sonora de Revell no DVD e nos lançamentos subsequentes.
| Faixa | Artista                                | Título                                                             | Compositor              | Duração |
| ----- | -------------------------------------- | ------------------------------------------------------------------ | ----------------------- | ------- |
| 01    | Graeme Revell                          | Main Title                                                         | Graeme Revell           | 2:09    |
| 02    | Berlin Chamber Orchestra               | Concerto For Harpsichord, Strings And Continuo In D Major BWV 1054 | Johann Sebastian Bach   | 8:29    |
| 03    | Graeme Revell                          | In Hiding                                                          | Graeme Revell           | 2:29    |
| 04    | Czecho-Slovak Radio Symphony Orchestra | Quando Me'n Vo'                                                    | Giacomo Puccini         | 3:14    |
| 05    | Wendy Levy                             | The Fountain Song                                                  | Wendy Levy              | 1:50    |
| 06    | Graeme Revell                          | Pact With The Devil                                                | Graeme Revell           | 4:08    |
| 07    | Lucia Popp                             | O Mio Babbino Caro                                                 | Giacomo Puccini         | 2:28    |
| 08    | Graeme Revell                          | Mother's House                                                     | Graeme Revell           | 2:33    |
| 09    | Marian Migdal                          | Mozart Piano Concerto #25 In C, K.503                              | Wolfgang Amadeus Mozart | 9:35    |
| 10    | Ludovic Spiess                         | Nessun Dorma                                                       | Giacomo Puccini         | 3:21    |
| 11    | Graeme Revell                          | Was It All A Dream                                                 | Graeme Revell           | 4:09    |
| 12    | Graeme Revell                          | Love Theme                                                         | Graeme Revell           | 1:18    |
| 13    | Venice                                 | I Can't Make You Love Me                                           | A. Shamblin*, M. Reid   | 5:49    |

## Lançamento
Boxing Helena estreou no Festival de Cinema de Sundance em janeiro de 1993 e foi lançado nos cinemas pela Orion Classics nos Estados Unidos em 3 de setembro de 1993, pela Entertainment Film Distributors no Reino Unido em 18 de junho de 1993 e pela Republic Pictures em outros territórios internacionais. 

### Bilheteria
O filme teve um desempenho ruim nas bilheterias, arrecadando apenas $ 1.796.389 na bilheteria nacional.

### Recepção crítica
O filme recebeu críticas negativas da crítica de cinema após o lançamento e foi amplamente considerado de má qualidade, apesar de ter recebido elogios no Festival de Sundance. No agregador de críticas Rotten Tomatoes, o filme tem uma pontuação de 17% com base em 35 comentários, com uma classificação média de 3,68/10. O Metacritic relata uma classificação de 26 de 100 com base em 14 críticos, indicando "avaliações geralmente desfavoráveis". O crítico do Chicago Tribune, Gene Siskel, foi um dos poucos comentários positivos, dando ao filme três de quatro estrelas.  John Simon da National Review chamou Boxing Helena de "a maçã mais podre do fundo do barril cinematográfico".

### Premiações
O filme foi indicado para o Grande Prêmio do Júri no Festival de Cinema de Sundance de 1993. Lynch ganhou o prêmio Framboesa de Ouro de pior diretor no 14º Framboesa de Ouro em 1994.